# Omnisexualita

Vlajka omnisexuální hrdosti

Omnisexualita je sexuální orientace charakterizovaná sexuální či romantickou přitažlivostí ke všem genderům, přičemž, na rozdíl od pansexuality, v preferenci jedince stále hraje gender nějakou roli. Omnisexualita se často s bisexualitou a pansexualitou zaměňuje či je chápána jako synonymum.